# Línea A (Trolebús)
La línea A de trolebuses es una línea perteneciente al servicio de trolebuses de la ciudad de Córdoba (Argentina). Esta es operada por la empresa municipal T.A.M.S.E..

## Proyectos
Durante el año 2008 se dieron una serie de proyectos para el servicio de trolebuses que incluía 25 coches nuevos y la extensión de esta línea hasta el CPC Villa El Libertador.

## Recorrido
Servicio diurno 
Desde B° Fragueiro a B° Güemes
Ida:  De Avellaneda y De los Santos – M. Fragueiro – Pje. Pacheco – J.J de Urquiza – Del Campillo – Av. Roque Saenz Peña – Av. General Paz – Av. Vélez Sarsfield – Rotonda Plaza de Las Américas.
Regreso:  De rotonda Plaza de las Américas – Richardson – Belgrano – M.T. De Alvear – Belgrano – Tucumán – La Tablada – Bv. Mitre – Lavalleja – Bedoya – J.J. Urquiza – Pasaje Pacheco – M. Fragueiro – De Escola hasta Avellaneda.